# Alessandro Lambruschini
Alessandro Lambruschini (Fucecchio, 7 gennaio 1965) è un ex siepista italiano, campione europeo a Helsinki 1994 e medaglia di bronzo ai Giochi olimpici di Atlanta 1996.
È stato uno dei migliori interpreti italiani dei 3000 metri siepi, assieme a Franco Fava, Giuseppe Gerbi, Mariano Scartezzini e Francesco Panetta. Detiene ancora oggi la seconda migliore prestazione italiana della specialità con il tempo di 8'08"78, che è valso la medaglia di bronzo ai campionati mondiali di Stoccarda 1993.

## Biografia

### Atletica leggera
Bronzo agli Europei di Spalato del 1990 (vinti da Panetta), si mise in luce a livello mondiale nel 1987 vincendo i Giochi del Mediterraneo e arrivando nono ai mondiali di Roma.
L'anno dopo fu invece quarto alle Olimpiadi di Seul. Posto che confermò, non senza qualche amarezza, ai Giochi di Barcellona.
L'anno successivo, ai mondiali di Stoccarda salì sul podio, sfiorando il record italiano ottenuto da Panetta con l'oro di Roma. Dopo aver facilmente vinto davanti ad Angelo Carosi l'appuntamento europeo di Helsinki (allorché fu aiutato a rialzarsi dopo una caduta a inizio gara dal compagno di squadra Panetta), preparò la stagione 1996 con l'obiettivo di centrare la medaglia olimpica. In fase di preparazione riuscì a sconfiggere i kenioti al Golden Gala di Roma, e due mesi più tardi la medaglia olimpica, di bronzo, non gli sfuggì.
Anche a causa dell'età iniziò poi una fase calante della carriera, che ebbe l'ultimo acuto nella vittoria dell'argento agli europei di Budapest. I suoi record personali sono 7:44.7 sui 3000 metri piani e 8:08.78 sui 3000 siepi e 3:35.27 sui 1500 metri.

### Dopo il ritiro
Trasferitosi nella città di Modena passa sotto la guida tecnica di Luciano Gigliotti, dopo essersi allenato per anni con Gian Carlo Chittolini, sposa la figlia del professore olimpico, Cristina Gigliotti, e inizia a cimentarsi in altre discipline sportive passando dalla cento chilometri nel deserto del Sahara, alla maratona, al duathlon dove conquista, nell'ottobre 2006 la medaglia di bronzo (con la squadra italiana) agli europei di duathlon di Rimini e la medaglia di bronzo ai mondiali di duathlon di Rimini nell'ottobre del 2008.

## Palmarès
| Anno | Manifestazione          | Sede       | Evento       | Risultato | Prestazione | Note                                     |
| ---- | ----------------------- | ---------- | ------------ | --------- | ----------- | ---------------------------------------- |
| 1987 | Mondiali                | Roma       | 3000 m siepi | 9º        | 8'24"25     |                                          |
| 1987 | Giochi del Mediterraneo | Latakia    | 3000 m siepi | Oro       | 8'19"72     | [ 2 ]                                    |
| 1988 | Giochi olimpici         | Seul       | 3000 m siepi | 4º        | 8'12"17     | Miglior prestazione personale            |
| 1990 | Europei                 | Spalato    | 3000 m siepi | Bronzo    | 8'15"92     |                                          |
| 1991 | Giochi del Mediterraneo | Atene      | 3000 m siepi | Argento   | 8'22"95     | [ 2 ]                                    |
| 1992 | Giochi olimpici         | Barcellona | 3000 m siepi | 4º        | 8'15"52     | Miglior prestazione personale stagionale |
| 1993 | Mondiali                | Stoccarda  | 3000 m siepi | Bronzo    | 8'08"78     | Miglior prestazione personale            |
| 1994 | Europei                 | Helsinki   | 3000 m siepi | Oro       | 8'22"40     |                                          |
| 1996 | Giochi olimpici         | Atlanta    | 3000 m siepi | Bronzo    | 8'11"28     | Miglior prestazione personale stagionale |
| 1998 | Europei                 | Budapest   | 3000 m siepi | Argento   | 8'16"70     |                                          |

### Campionati nazionali
- ai Campionati italiani assoluti di atletica leggera, 1500 m (1986 e 1993)
- ai Campionati italiani assoluti di atletica leggera, 3000 m siepi (1986, 1987, 1990, 1992, 1994 e 1996)
- ai Campionati italiani assoluti di atletica leggera indoor, 3000 m (1991 e 1992)
- ai Campionati italiani assoluti di atletica leggera indoor, 1500 m piani (1987)

### Altre competizioni internazionali
- Argento in Coppa del mondo, 3000 m siepi (1989)[3]
- Bronzo in Coppa del mondo, 3000 m siepi (1994)[3]
- Oro in Coppa Europa, 3000 m siepi (1989, 1991, 1994, 1995 e 1998)[4]
- Argento in Coppa Europa, 3000 m siepi (1997)[4]
- Argento in Coppa Europa, 5000 m (1993)[4]
- Bronzo in Coppa Europa, 3000 m (1996)[4]